# Объединение по управлению медицинскими территориальными подразделениями Азербайджана
Объединение по управлению медицинскими территориальными подразделениями Азербайджана  (азерб. Tibbi Ərazi Bölmələrini İdarəetmə Birliyi или TƏBİB) — государственный орган по управлению всеми медицинскими учреждениями на территории Азербайджана, кроме оставленных в ведении Министерства здравоохранения Азербайджана.

## История
Создание этого органа призвано объединить управление всеми медицинскими организациями в стране.
Создано 20 декабря 2018 года. Подчинено Государственному агентству по обязательному медицинскому страхованию.
Медицинские учреждения, входящие в государственную систему здравоохранения, и находящиеся в подчинении Министерства здравоохранения Азербайджана, переданы в подчинение Объединения.
В апреле 2024 года при Объединении создан Республиканский педиатрический центр.

## Функции
- Улучшение качества оказания медицинских услуг населению
- Внедрение обязательного медицинского страхования на территории всей страны
- Создание, управление и контроль за медицинскими организациями, находящимися в подчинении ОУМТП

## Структура
В состав Управления входят:
- департамент лекарственных средств и медикаментов
- департамент по контролю и профилактике заболеваний

## Руководители
- Рамин Байрамлы (2 декабря 2019 — 12.09.2021)

Окончил факультет медицинской профилактики Азербайджанского медицинского университета. В 2011—2016 годах был заведующим центральной лабораторией учебно-терапевтической клиники АМУ, в 2013—2016 годах — главным врачом той же клиники. С 2013 года является доцентом кафедры микробиологии и иммунологии АМУ. 2 декабря 2019 года был назначен председателем Объединения по управлению медицинскими территориальными подразделениями Азербайджана.
- Вугар Гурбанов (13.09.2021 — наст. вр.)